# Paul Berth
Paul Ludvig Laurits Berth (Copenhague, 7 de abril de 1890 - 9 de abril de 1969) foi um futebolista dinamarquês, medalhista olímpico.
Paul Berth competiu nos Jogos Olímpicos de Verão de 1912 em Estocolmo. Ele ganhou a medalha de prata.